# 1168
El 1168 (MCLXVIII) fou un any de traspàs començat en dilluns del calendari julià.

## Esdeveniments
- Maimònides acaba la seva Mishné Thora.
- El califa del Cairo ordena cremar-la perquè no caigui en mans dels croats.